# Liste der Bodendenkmale im Landkreis Göttingen

Landkreis Göttingen in Niedersachsen

In der Liste der Bodendenkmale im Landkreis Göttingen sind die Bodendenkmale im Landkreis Göttingen aufgeführt. Die Quelle ist der Denkmalatlas Niedersachsen. Die Angaben in den einzelnen Listen ersetzen nicht die rechtsverbindliche Auskunft der zuständigen Denkmalschutzbehörde.
| Bild | Gemeinde                     | Bodendenkmalliste                                                       | Wappen | Lage | Ortsteile |
| ---- | ---------------------------- | ----------------------------------------------------------------------- | ------ | ---- | --- |
|      | Adelebsen                    | siehe Ortsteile                                                         |        |      | - Adelebsen - Barterode - Eberhausen - Erbsen - Esebeck - Güntersen - Lödingsen - Wibbecke |
|      | Bad Grund (Harz)             | siehe Ortsteile                                                         |        |      | - Bergstadt Bad Grund (Harz) - Badenhausen - Eisdorf - Gittelde - Windhausen - Willensen |
|      | Bad Lauterberg im Harz       | siehe Ortsteile                                                         |        |      | - Bad Lauterberg - Barbis - Bartolfelde - Osterhagen |
|      | Bad Sachsa                   | siehe Ortsteile                                                         |        |      | - Bad Sachsa - Neuhof - Steina - Tettenborn |
|      | Bovenden                     | siehe Ortsteile                                                         |        |      | - Billingshausen, Bovenden - Eddigehausen - Harste - Lenglern - Pless-Forst - Reyershausen - Spanbeck |
|      | Samtgemeinde Dransfeld       | siehe Ortsteile                                                         |        |      | - Bühren - Dransfeld - Jühnde - Niemetal - Scheden |
|      | Duderstadt                   | siehe Ortsteile                                                         |        |      | - Breitenberg - Brochthausen - Desingerode - Duderstadt - Esplingerode - Fuhrbach - Gerblingerode - Hilkerode - Langenhagen - Immingerode, Mingerode - Nesselröden - Tiftlingerode - Werxhausen - Westerode      |
|      | Friedland                    | siehe Ortsteile                                                         |        |      | - Ballenhausen - Deiderode - Elkershausen - Friedland - Groß Schneen - Klein Schneen, Lichtenhagen - Ludolfshausen - Mollenfelde, Niedergandern - Niedernjesa - Reckershausen - Reiffenhausen - Stockhausen      |
|      | Samtgemeinde Gieboldehausen  | siehe Ortsteile                                                         |        |      | - Bilshausen - Bodensee - Gieboldehausen - Krebeck - Obernfeld - Rhumspringe, Rollshausen, Rüdershausen - Wollbrandshausen - Wollershausen                                                                       |
|      | Gleichen                     | siehe Ortsteile                                                         |        |      | - Beienrode - Benniehausen - Bischhausen - Bremke - Diemarden - Etzenborn, Gelliehausen - Groß Lengden - Ischenrode - Kerstlingerode - Reinhausen - Rittmarshausen - Sattenhausen - Weissenborn - Wöllmarshausen |
|      | Göttingen                    | siehe Ortsteile                                                         |        |      | - Deppoldshausen - Elliehausen, Esebeck - Geismar - Göttingen - Grone, Groß Ellershausen, Herberhausen - Hetjershausen - Holtensen - Knutbühren - Nikolausberg - Roringen - Weende                               |
|      | Hann. Münden                 | siehe Ortsteile                                                         |        |      | - Bonaforth - Gimte - Hedemünden - Hemeln - Lippoldshausen - Mielenhausen - Münden - Oberode - Volkmarshausen, Wiershausen.                                                                                      |
|      | Samtgemeinde Hattorf am Harz | siehe Ortsteile                                                         |        |      | - Elbingerode - Hattorf am Harz - Hörden - Wulften |
|      | Herzberg am Harz             | siehe Ortsteile                                                         |        |      | - Herzberg am Harz - Lonau - Pöhlde - Scharzfeld - Sieber |
|      | Osterode am Harz             | siehe Ortsteile                                                         |        |      | - Dorste - Düna, Förste/Nienstedt, Freiheit - Lasfelde/Petershütte/Katzenstein - Lerbach - Marke - Osterode - Riefensbeek-Kamschlacken - Schwiegershausen - Ührde                                                |
|      | Samtgemeinde Radolfshausen   | siehe Ortsteile                                                         |        |      | - Ebergötzen - Landolfshausen - Seeburg - Seulingen - Waake |
|      | Rosdorf                      | siehe Ortsteile                                                         |        |      | - Atzenhausen - Brackenberg - Dahlenrode - Dramfeld, Klein Wiershausen - Lemshausen, Mengershausen - Obernjesa - Rosdorf - Settmarshausen - Sieboldshausen - Volkerode                                           |
|      | Staufenberg                  | siehe Ortsteile                                                         |        |      | - Benterode, Dahlheim, Escherode - Kattenbühl - Landwehrhagen - Lutterberg - Nienhagen - Sichelnstein - Speele - Spiekershausen - Wissmannshof - Uschlag                                                         |
|      |                              | Liste der Bodendenkmale im gemeindefreien Gebiet Harz (Lkrs. Göttingen) |        |      | |

Ortsteile in schwarzer Schrift weisen keine Bodendenkmale aus.